# Melissodes terminata
Melissodes terminata är en biart som beskrevs av Laberge 1961. Melissodes terminata ingår i släktet Melissodes och familjen långtungebin. Inga underarter finns listade i Catalogue of Life.